# 富士櫻
富士櫻（學名：Prunus incisa）是櫻花的一種，屬蔷薇科的植物。在富士山近邊和山麓、箱根近邊等地自生，故名富士櫻、箱根櫻。此種樹木不高、花較小，所以又名豆櫻。

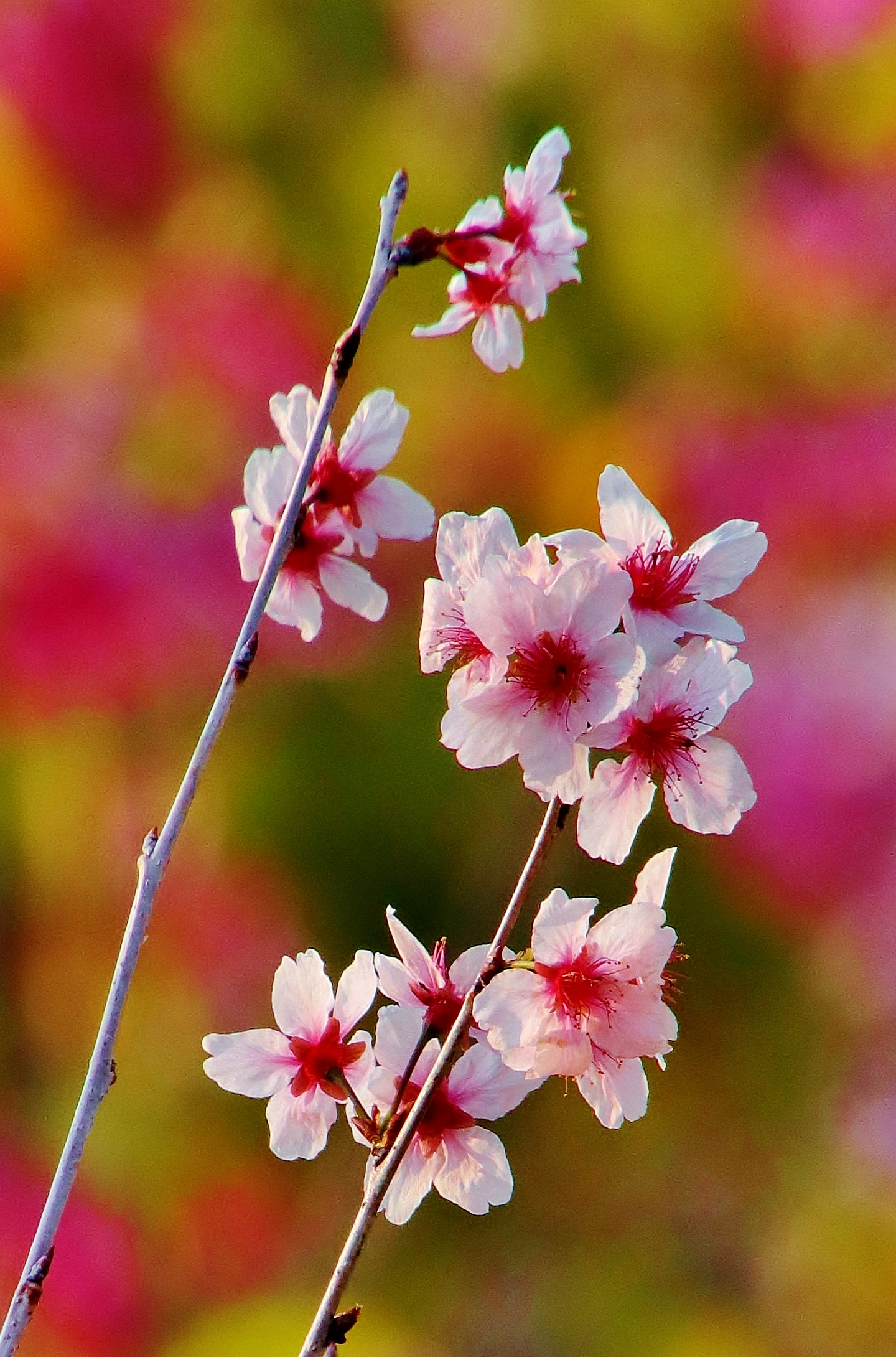
攝於荔枝角公園

## 雜交種
台灣原生種緋寒櫻與富士櫻雜交而成的園藝種被稱為小富士櫻。該品種屬落葉喬木，花期分布在2-3月。

## 關連項目
- 櫻花
- 高嶺櫻